# Fattigmans heder
Fattigmans heder (färöiska: Feðgar á ferð) är en humoristisk roman från 1940 av den färöiske författaren Heðin Brú. Den utspelar sig under Färöarnas omställning från jordbrukssamhälle till fiskesamhälle och skildrar förhållandet mellan den äldre och den yngre generationen.
Fattigmans heder var den sjätte romanen som utgavs på färöiska. Den finns översatt till åtta språk. Den gavs ut på svenska 1977 i översättning av Birgitta Hylin. Enligt Rithøvundafelag Føroya är det den mest lästa färöiska romanen. Den har utsetts till tidernas färöiska bok.